# 烏鴝鶇
烏鴝鶇（學名：Turdus nigrescens）是一種大型的鶇屬鳥類，原産於哥斯達黎加和西巴拿馬的高海拔開闊地帶和橡木林中。其體長為24—25（9.4—9.8英寸），平均重96克（3.4盎司）。雄性翅膀和尾巴是深褐色的，此外除去眼環和橘黃色的喙外，通體褐色。雌性與雄性特徵基本相同，但是顏色更暗。